# Lago di Retournemer
Il lago di Retournemer è un lago francese nel dipartimento dei Vosgi del Grande Est. Si trova ad una altezza di 776 m s.l.m., nel comune di Xonrupt-Longemer.
Situato nella cosiddetta Valle dei Laghi, nei Vosgi, è alimentato dalla Vologne. Ha origine glaciale.